# Ariosoma selenops
Ariosoma selenops е вид лъчеперка от семейство Congridae. Видът не е застрашен от изчезване.

## Разпространение и местообитание
Разпространен е в Антигуа и Барбуда, Бахамски острови, Бразилия, Венецуела, Гваделупа, Гренада, Доминика, Доминиканска република, Канада, Мартиника, Пуерто Рико, САЩ (Джорджия, Луизиана, Масачузетс, Мейн, Ню Хампшър, Северна Каролина, Флорида и Южна Каролина), Сейнт Винсент и Гренадини, Сейнт Лусия, Хаити и Ямайка.
Среща се на дълбочина от 22 до 549 m, при температура на водата от 8,8 до 24,5 °C и соленост 34,8 – 36,6 ‰.